# Языки Перу
Перу является многоязычной страной. Официальным языком является испанский. В областях преобладания аймара, кечуа и других аборигенных языков, он также имеет официальный статус. Наиболее распространённым языком является испанский, в меньшей степени - языки кечуа и аймара, ещё менее распространены другие многочисленные амазонские языки, такие как урарина.

## Автохтонные языки

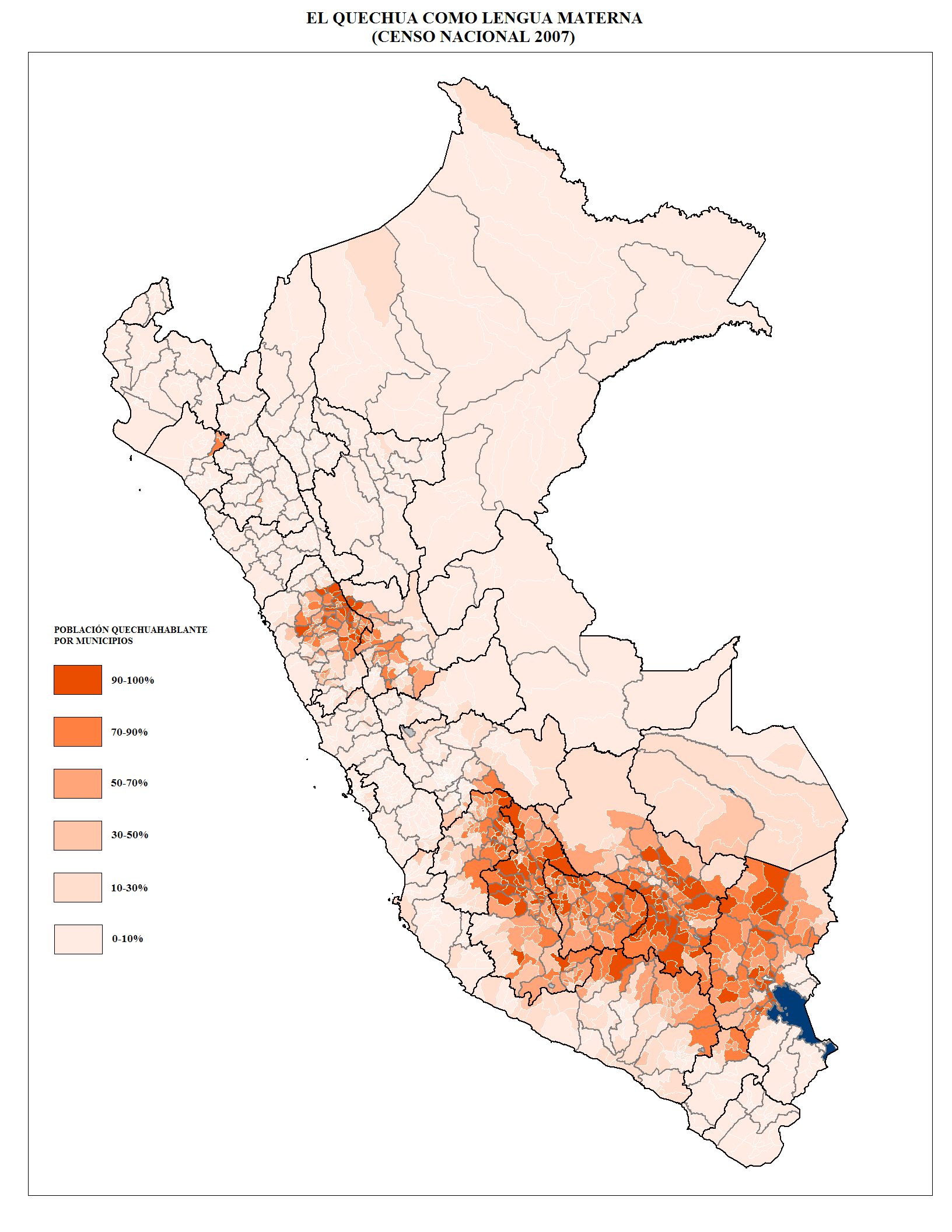
На карте отображено распределение лиц с родным языком кечуа по районам.

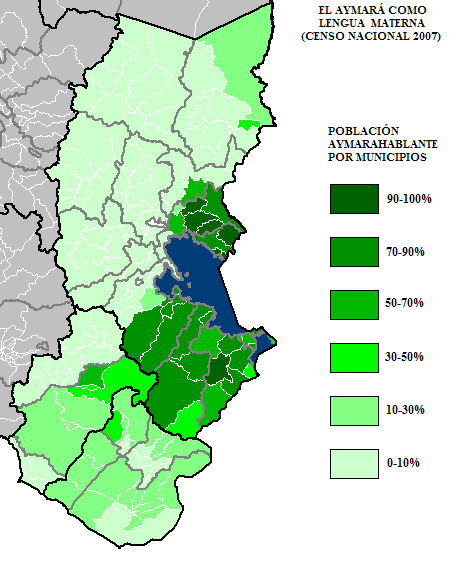
карта по распределению говорящих на аймара. Ареал ограничен тремя южными департаментами с компактным аймароязычным населением: Пуно, Мокегуа, Такна.

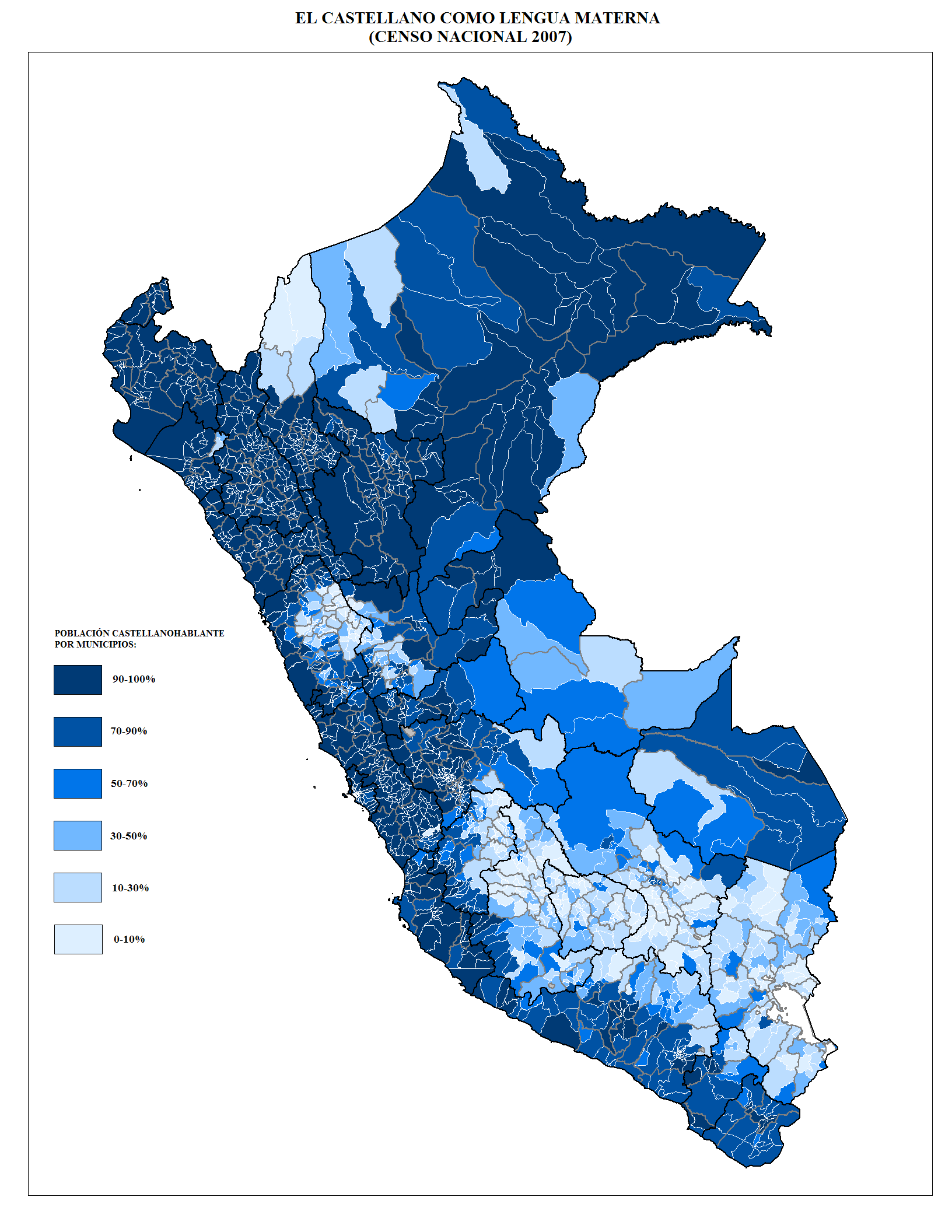
На карте отображено распределение лиц с родным языком кастильским по районам Перу

Языки аборигенов Перу распространены главным образом в центральных Андах и лесах Амазонии. Значительное число языков были когда-то разговорными на северном побережье и в северных Андах, а также в другом языковом ареале северных нагорий (инкаваси-каньярис, кахамарка, чачапояс), но часть этих языков вымерла — считается, что язык мочика вымер в 1950-х годах.
Распространёнными остаются только языки аборигенов Анд, сегодня используемые в высокогорьях, - ими являются семьи кечуа и аймара (последний также включает хакару/кавки).
В настоящее время на перуанской территории существует 14 определённых языковых семей, а также их дополняют многие неклассифицированные и изолированные языки, такие как урарина.
Известно, что количество языков, на которых говорят в Перу, превышает 300; некоторые исследователи выделяют 700 языков. Ещё со времён европейского завоевания, эпидемий и периода принудительных работ (в дополнение к влиянию и гегемонии испанского языка), можно насчитать меньше чем 150.

## Зарубежные языки
Кроме того, в Перу существуют большие общины иммигрантов, в которых постепенно сокращается использование родных языков. Значительное число сохраняющих знание родного языка среди носителей японского и китайского (кантонский диалект), например; в меньшей степени распространено знание родного языка у немцев (Анды), итальянцев, арабо-говорящих и хинди-говорящих, но и в этих общинах сохраняют свои родные языки в Перу. Распространение последних двух языков является результатом недавней волны иммигрантов из Палестины и Пакистана. В последнее время также получило распространение влияние английского языка из-за большого числа американских и британских туристов.